# Corneille de Man
Corneille de Man d'Attenrode, seigneur des deux Lennick, de Walcourt, de Watermael, d'Auderghem, de Beaumont, d'Eyseren, de Bisdomme, de Sart, de Lodyck et de Nieuwsteyn, né le 22 septembre 1624 à Anvers et mort le 11 mai 1700 à Bruxelles fut un personnage historique brabançon. Il fut enterré au couvent de Valduchesse.

## Biographie
Il fut Seigneur des deux Lennick, de Walcourt, de Watermael et d'Auderghem, de Beaumont, d' Eyseren, de Bisdomme et de Sart à Neerissche, de Lodyck, de Nieuwsteyn.
Il fut trésorier de la ville d'Anvers, conseiller surnuméraire au Conseil de Brabant.
Le 7 février 1673, il fut créé chevalier par lettres patentes et obtint des supports : ses armes sont d'argent, au chevron de gueules, accompagné de trois têtes de maure de sable, tortillées d'argent.
En 1691, lors de la vente du Pays de Gaasbeek, la seigneurie des deux Lennick tomba entre les mains de Corneille de Man. Ses descendants continueront à y regner jusqu'à la Révolution française, qui mettait une fin aux privilèges de la noblesse. 
Les armes de de Man furent attribuées le 23 mars 1948 à la commune de Sint-Kwintens-Lennik et plus tard à la commune fusionnée de Lennik.

### Kasteelveld
Le baron de Schellenberg et de Houffalize, Guillaume-Adrien-François d'Argenteau, céda tous ses biens de Watermael à Corneille de Man. Celui-ci y fit alors construire un château entouré de splendides jardins et où il résida : le Château de Watermael. Le bâtiment était partiellement entouré par un étang. Situé en contrebas de l'avenue du Barbeau, à hauteur de l’actuelle rue des Pêcheries, la propriété s'étendait au nord de la vallée de la Veeweydebeek, nommée ensuite Watermaalbeek. 
Le domaine passa plus tard aux mains de la famille de Kessel pour aboutir finalement en celles de la famille de Beaulieu.
La maison de campagne fut démolie vers 1822, lorsque Auderghem était encore un hameau de Watermael.

## Descendance
Fils unique de Nicolas de Man et Marguerite Domis.
Il épousa Élisabeth van Eycke, le 26 novembre 1652. Il eut quatre enfants de ce lit :
- Jacques Nicolas, né le 9 mai 1654 à Anvers, chevalier, seigneur des deux Lennick, d'Attenrode, de Wever, de Lodyck, de Nieuwsteyn ;
- François Joseph, seigneur de Walcourt, prêtre et chanoine d'Anderlecht, chanoine gradué de la cathédrale d'Anvers ;
- Marie Thérèse Agnès, née le 29 juin 1660 à Anvers, dame de Watermael, d'Auderghem et de Schoonenbergh ;
- Isabelle Marguerite, dame de Sart, d'Eyseren, de Bisdomme.

Il épousa Isabelle van der Piet, dame de Ranst et de Milleghem en secondes noces.